# Mycteria
O género Mycteria inclui uma série de espécies de cegonhas tropicais que habitam a África oriental, o sudeste asiático e grande parte da América.

## Espécies
- Tântalo-branco ou cegonha-malaia, Mycteria cinerea
- Cegonha-de-bico-amarelo, Mycteria ibis
- Cegonha-pintada - Mycteria leucocephala
- Cabeça-seca ou cegonha-americana, Mycteria americana